# Канон Фолс (Минесота)
Канон Фолс (енгл. Cannon Falls) град је у америчкој савезној држави Минесота.

## Демографија
По попису из 2010. године број становника је 4.083, што је 288 (7,6%) становника више него 2000. године.
| Група             | 2000.         | 2010.         |
| Белци             | 3.705 (97,6%) | 3.884 (95,1%) |
| Афроамериканци    | 7 (0,2%)      | 18 (0,4%)     |
| Азијати           | 25 (0,7%)     | 19 (0,5%)     |
| Хиспаноамериканци | 41 (1,1%)     | 89 (2,2%)     |
| Укупно            | 3.795         | 4.083         |